# Die Damen von der Küste
Die Damen von der Küste (Originaltitel: Les Dames de la côte) ist ein fünfteiliger französischer Fernsehfilm von Nina Companéez aus dem Jahr 1979 über das Leben einer Familie vor und während des Ersten Weltkriegs.

## Handlung
Nachdem Clara Decourt mit ihrem Mann Henri von Paris auf das Familiengut „Feuilleforte“ in der Normandie gezogen ist und die gemeinsamen Söhne Marcel und Raoul im Sommer 1913 nachgekommen sind, gibt die Familie ein großes Fest, zu dem sämtliche Nachbarn eingeladen sind. Während Marcel ein romantischer und idealistischer junger Mann ist, gibt sich sein Bruder Raoul reserviert und zynisch. Ihre 17-jährige Cousine Fanny Villatte verliebt sich in Marcel, wird jedoch schon kurz darauf von ihrer Tante Alix mit nach Paris genommen, um in die Gesellschaft eingeführt zu werden. Clara, die mit Henri unglücklich verheiratet ist, sucht derweil nach einer neuen Haushaltshilfe. Sie entscheidet sich für das Bauernmädchen Blanche. Deren Cousine Georgette, die ebenfalls die Stelle haben wollte und zudem Raouls Geliebte ist, verliert wenig später den Verstand und begeht Selbstmord.
Als der Erste Weltkrieg ausbricht, müssen die „Damen der Küste“ die Aufgaben ihrer Männer übernehmen. Sie lernen dabei eine Unabhängigkeit kennen, die sie sich nie hätten vorstellen können. Fanny, die nicht länger warten will, bis der schüchterne Marcel ihr einen Antrag macht, heiratet schließlich Raoul. Doch dieser entwickelt aufgrund traumatischer Kriegserlebnisse eine extreme Eifersucht, sodass Fanny bald einsehen muss, dass sie den Falschen zum Mann genommen hat. Die Nachricht vom Tod ihres Vaters stimmt sie zusätzlich traurig.
Fanny kehrt schließlich nach Paris zurück, wo sie ein ausschweifendes Leben beginnt, um ihre Trauer zu vergessen. Eines Tages trifft sie Marcel wieder und ihnen wird klar, dass sie sich noch immer lieben. Sie beginnen eine Affäre und treffen sich fortan heimlich. Doch aus Respekt vor Raoul, der nichts von ihrer Verbindung weiß, geht Marcel ins Ausland. Als auch Blanches Ehemann an der Front stirbt, wird sie Krankenschwester. In einem Lazarett pflegt sie den schwer verletzten Louis, der sich in sie verliebt. Er ist jedoch gebunden. Erst als seine Frau Marianne nach dem Krieg an der Spanischen Grippe erkrankt und stirbt, können Blanche und Louis heiraten.

## Hintergrund

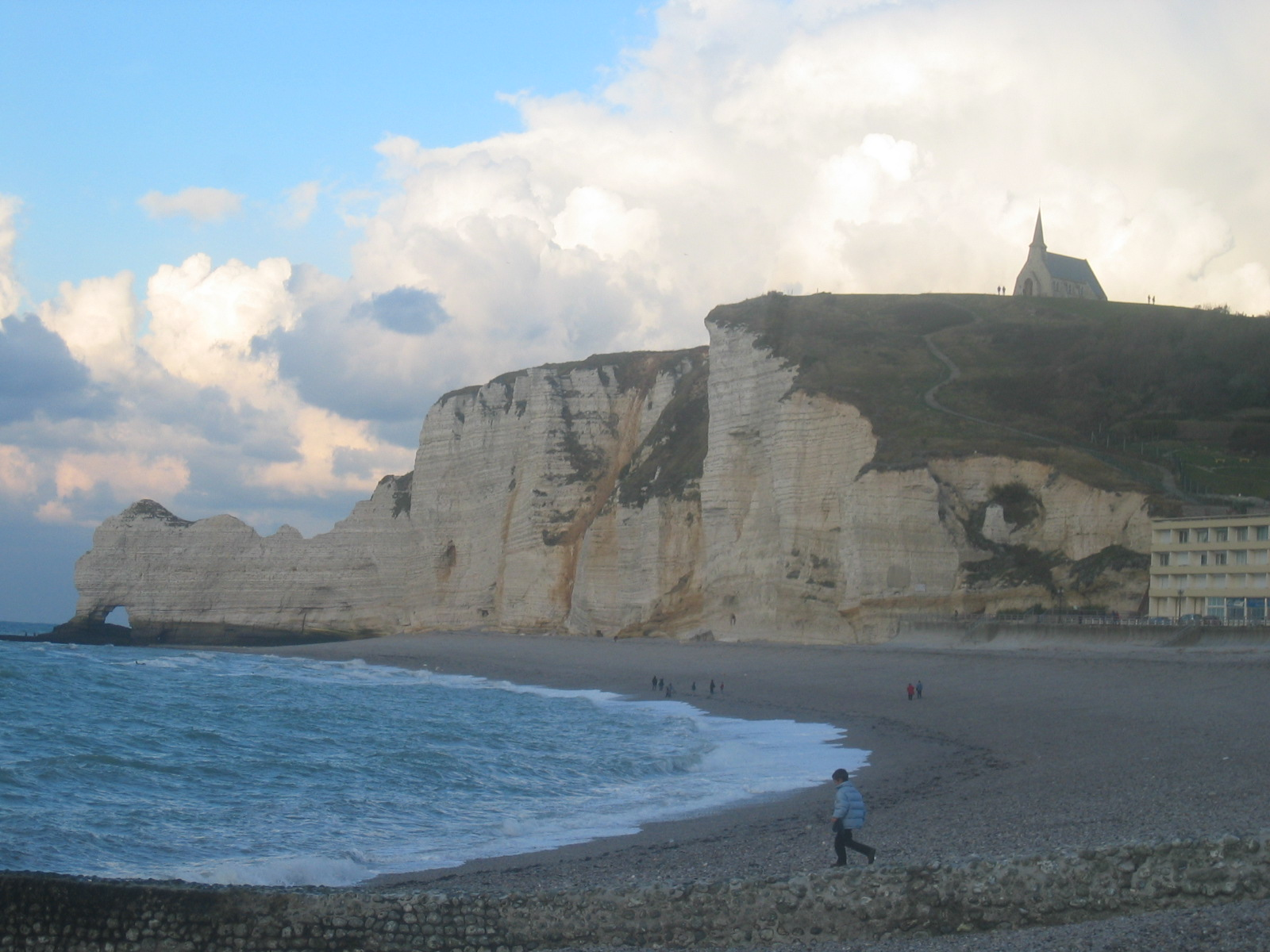
Die Küste bei Deauville, einer der Drehorte

Die Dreharbeiten fanden unter anderem in Deauville statt. Regisseurin Nina Companéez arbeitete später für den Fernsehmehrteiler Evas Töchter (1982) erneut mit den Hauptdarstellern Edwige Feuillère, Fanny Ardant und Francis Huster zusammen.
Die Damen von der Küste wurde als Fünfteiler ab dem 22. Dezember 1979 erstmals im französischen Fernsehen ausgestrahlt. François Truffaut sah die Reihe und war sofort fasziniert von Fanny Ardant, weshalb er sie zu einem gemeinsamen Essen mit Gérard Depardieu einlud, mit dem er gerade Die letzte Metro (1980) drehte. Truffaut besetzte die beiden Darsteller daraufhin als tragisches Liebespaar in Die Frau nebenan (1981) und machte Ardant damit zum Star.
Im deutschen Fernsehen war die Reihe erstmals ab dem 13. Juli 1981 in sieben Teilen zu sehen.

## Deutsche Fassung
Die deutsche Synchronfassung entstand für die deutsche Erstveröffentlichung im Fernsehen.
| Rolle          | Darsteller       | Synchronsprecher    |
| -------------- | ---------------- | ------------------- |
| Alix           | Edwige Feuillère | Carola Höhn         |
| Clara Decourt  | Françoise Fabian | Maddalena Kerrh     |
| Fanny Villatte | Fanny Ardant     | Johanna Liebeneiner |
| Marcel         | Francis Huster   | Peter Ehret         |
| Louis          | Michel Aumont    | Jochen Striebeck    |
| Adélaïde       | Denise Grey      | Toni Treutler       |